# Ден Бур, Ян (футболист)
Йоханнес Эдюард (Ян) ден Бур (нидерл. Johannes Eduard "Jan" den Boer; 20 ноября 1902, Амстердам, Нидерланды — 17 декабря 1944, концлагерь Нойенгамме, Германия) — нидерландский футболист, игравший на позиции полузащитника, выступал за команды «Зебюргия», ЗФК, «Аякс» и ВСВ.
Начинал спортивную карьеру в клубе «Зебюргия». В 1924 году стал игроком клуба ЗФК из Зандама, в составе которого выступал на протяжении пяти сезонов. В 1925 году выиграл с командой Кубок Нидерландов. С 1929 года играл за амстердамский «Аякс», с которым в сезоне 1930/31 выиграл титул чемпиона страны. С 1932 года выступал за клуб ВСВ из Эймёйдена.

## Спортивная карьера

### «Зебюргия» и «Аякс»
Первые шаги в футболе начал делать в команде «Зебюрг» на востоке Амстердама. Сам клуб был основан 28 июня 1919 года и ден Бур входил в первый состав вместе с основателями клуба, среди которых были Рейк ван Вагенинген, Тён Пронк, Ян ван ден Анкер и Ян Лойен. В дебютном сезоне их команда заняла первое место во втором классе чемпионата Амстердамского футбольного союза. Летом 1920 года в клуб пришёл его старший брат Фредерик Аугюстюс — братья играли как за первый, так и за второй состав клуба, который в 1921 году был переименован в «Зебюргия».
В марте 1922 года временно был включён в клубный секретариат «Зебюргии». В августе того же года попытался перейти в «Аякс» и по данным клубного журнала был принят в клуб, но его переход состоялся лишь год спустя. В октябре был принят в Амстердамский офисно-футбольный союз в качестве судьи, впоследствии обслуживал игры среди команд офисных служащих до марта 1924 года.
В октябре 1923 года со второй попытки всё же стал членом «Аякса». На этот раз его кандидатуру выдвинули Ян Гротмейер и Мариус Колхас, которые были в клубе секретарями. В сезоне 1923/24 играл за второй состав на позиции центрального нападающего — за резерв «Аякса» выступали также Ян ван Хесвейк, Вим де Бойс, Эдди Хамел, Франс Рютте и другие. 17 августа 1924 года принял участие в выставочном матче в Алмело против местного клуба «Хераклес», сыграв на позиции правого защитника. Большая часть игроков основного состава в тот день была задействована в матче между сборными Амстердама и Гронингена, поэтому на игру с «Хераклесом» был выставлен комбинированный состав. Незадолго до начала чемпионата ден Бур покинул клуб.

### ЗФК Зандам
В сентябре 1924 года перешёл в клуб ЗФК из Зандама. На тот момент он проживал в южной части Амстердама по адресу Вехтстрат 16. В чемпионате Нидерландов дебютировал 21 сентября 1924 года в матче против «Харлема», сыграв в полузащите; на выезде в Харлеме его команда уступила со счётом 4:3. В дебютном сезоне принял участие во всех 18 матчах чемпионата — ЗФК по итогам сезона занял четвёртое место в первой западной группе и не смог выйти в финальную часть чемпионата.
В начале мая 1925 года сыграл за амстердамскую сборную «Звалюэн», а 21 мая принял участие в товарищеском матче «Аякса» против английского «Дерби Каунти». 31 мая он провёл матч за основную сборную «Звалюэн» против сборной востока Нидерландов, а на следующий день отправился в Утрехт, чтобы сыграть в финале Кубка Нидерландов. В финале ЗФК разгромил роттердамский «Ксерксес» со счётом 1:5 и впервые завоевал национальный кубок. С октября 1927 года выступал за олимпийскую сборную, которая была поделена на три полноценных состава — эти олимпийские команды проводили матчи против региональных сборных и различных сборных команд страны. 25 марта 1928 года сыграл за основную олимпийскую команду против сборной юга Нидерландов.
В составе ЗФК выступал на протяжении пяти сезонов, а в апреле 1929 года покинул команду. По данным Revue der Sporten, ден Бур мог перейти в клуб «’т Гой» из Хилверсюма.

### Возвращение в «Аякс»
В августе 1929 года вернулся в амстердамский «Аякс». Первую игру после возвращения провёл 8 сентября в товарищеском матче с английским клубом «Барнсли». В первом туре чемпионата Нидерландов против ДФК, состоявшемся 15 сентября, ден Бур вышел в стартовом составе и сыграл на позиции правого полузащитника. В следующем туре против «Хилверсюма» в столкновении с ван Хекереном получил перелом руки и был вынужден покинуть поле. Вскоре «Аякс» остался вдевятером, поскольку всё тот же ван Хекерен нанёс травму Питу ван Дейку, который не смог продолжить встречу из-за перелома лодыжки. В итоге амстердамцы потерпели крупное поражение со счётом 4:0. В декабре оба футболиста вернулись в строй. В январе 1930 года Футбольный союз Нидерландов получил запрос на разрешение выступления ден Бура и ван Дейка за команду ЗФК, но их переход не состоялся. В дебютном сезоне Ян провёл в чемпионате семь матчей, включая четыре игры в чемпионском турнире, определявшем чемпиона страны. «Аякс» занял первое место в первой восточной группе чемпионата, а по итогам чемпионского турнира занял второе, уступив титул чемпиона клубу «Гоу Эхед». В финале кубка страны, состоявшемся 4 июня, амстердамцы проиграли «Фейеноорду» со счётом 1:2 — ден Бур появился на поле во втором тайме, заменив капитана команды Долфа ван Кола. В конце июня вызывался в сборную «Звалюэн» на товарищеский матч со сборной Дюссельдорфа.
В сезоне 1930/31 играл не регулярно и лишь после выхода команды в турнир чемпионов стал чаще попадать в стартовый состав «Аякса». В первой игре чемпионата Нидерландов он вышел в стартовом составе против «Стормвогелса», заменив Вима Андерисена. На выезде амстердамцы сыграли вничью 2:2 — газетные издания отмечали хорошую игру Мартенса и ден Бура в полузащите гостей. В рамках чемпионата Ян сыграл ещё один матч — 22 февраля 1931 года против ХБС, в котором его команда выиграла со счётом 1:2. По итогам чемпионата «Аякс» занял первое место в первой восточной группе и вышел в турнир чемпионов. В первых двух матчах за чемпионский титул в полузащите «Аякса» играли братья Андерисены и Йоп Фейен, однако после поражения от «Фейеноорда» средняя линия амстердамцев претерпела изменения: ден Бур вернулся на позицию правого полузащитника, а Хенка Андерисена заменил Пит ван Дейк. В третьем матче «Аякс» дома разгромил «Велоситас» со счётом 7:0 — по оценкам прессы ден Бур был лучшим в полузащите хозяев поля. Ян сыграл во всех оставшихся матчах чемпионского турнира и помог команде завоевать титул чемпиона страны.
13 июня 1931 года впервые сыграл за сборную Амстердама в товарищеском матче с австрийским клубом «Винер Шпортклуб», помимо него, в команде было ещё шестеро представителей «Аякса». В июле Ян отправился с «Аяксом» в турне по Швейцарии, где команда провела два товарищеских матча — против «Янг Бойза» и «Лозанны».

### ВСВ Эймёйден
В декабре 1932 года запросил перевод в клуб ВСВ из Эймёйдена. В новой команде дебютировал 25 декабря на выезде в Делфте в матче чемпионата против ДХК.

## Личная жизнь

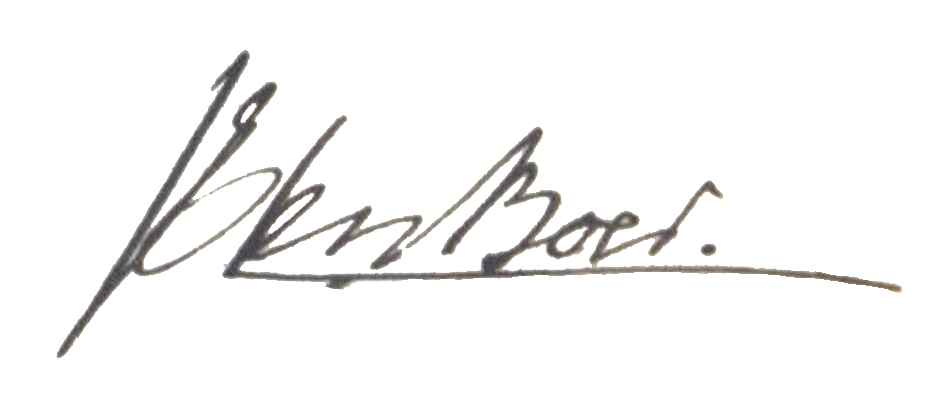
Автограф Яна ден Бура.

Отец — Кристоффел Хюбертюс ден Бур, был родом из Схидама, мать — Констанция Терезия ван дер Бом, родилась в Амстердаме. Родители поженились в августе 1900 года в Амстердаме — на момент женитьбы отец работал торговцем. В их семье воспитывалось ещё трое детей: сын Фредерик Аугюстюс, дочери Агнес Мария и Маргарета София.
Во время Второй мировой войны попал в концентрационный лагерь. С 22 июня по 11 октября 1944 года находился в концлагере Амерсфорт, а затем был отправлен на северо-запад Германии в концлагерь Нойенгамме, куда прибыл 14 октября. В лагере ему был присвоен номер 56201. Спустя два месяца, 17 декабря 1944 года, ден Бур умер в возрасте 42 лет. В свидетельстве о смерти причиной указана общая слабость (отёк).

## Достижения
ЗФК
- Обладатель Кубка Нидерландов: 1925

«Аякс»
- Чемпион Нидерландов: 1930/31
- Финалист Кубка Нидерландов: 1930

## Статистика по сезонам
| Клуб | Сезон   | Чемпионат Нидерландов | Чемпионат Нидерландов | Кубок Нидерландов | Кубок Нидерландов | Итого | Итого |
| Клуб | Сезон   | Игры                  | Голы                  | Игры              | Голы              | Игры  | Голы  |
| ---- | ------- | --------------------- | --------------------- | ----------------- | ----------------- | ----- | ----- |
| ЗФК  | 1924/25 | 18                    | ?                     | 1+                | 0                 | 19    | ?     |
| ЗФК  | 1925/26 | 16                    | ?                     | ?                 | ?                 | 16    | ?     |
| ЗФК  | 1926/27 | 3                     | ?                     | ?                 | ?                 | 3     | ?     |
| ЗФК  | 1927/28 | 18                    | ?                     | ?                 | ?                 | 18    | ?     |
| ЗФК  | 1928/29 | 10+                   | ?                     |                   |                   | 10+   | ?     |
| ЗФК  | Итого   | 65+                   | ?                     | ?                 | ?                 | 66+   | ?     |
| Аякс | 1929/30 | 7                     | 0                     | ?                 | ?                 | 7     | 0     |
| Аякс | 1930/31 | 8                     | 0                     |                   |                   | 8     | 0     |
| Аякс | Итого   | 15                    | 0                     | ?                 | ?                 | 15    | 0     |